# Brève de Schwaner
Espèce
Synonymes
- Pitta schwaneri Bonaparte, 1850
(protonyme)

La Brève de Schwaner (Hydrornis schwaneri) est une espèce d'oiseaux de la famille des Pittidae.
Son nom est attribué au zoologiste et explorateur allemand Carl Schwaner (de) (1817-1851).

## Galerie

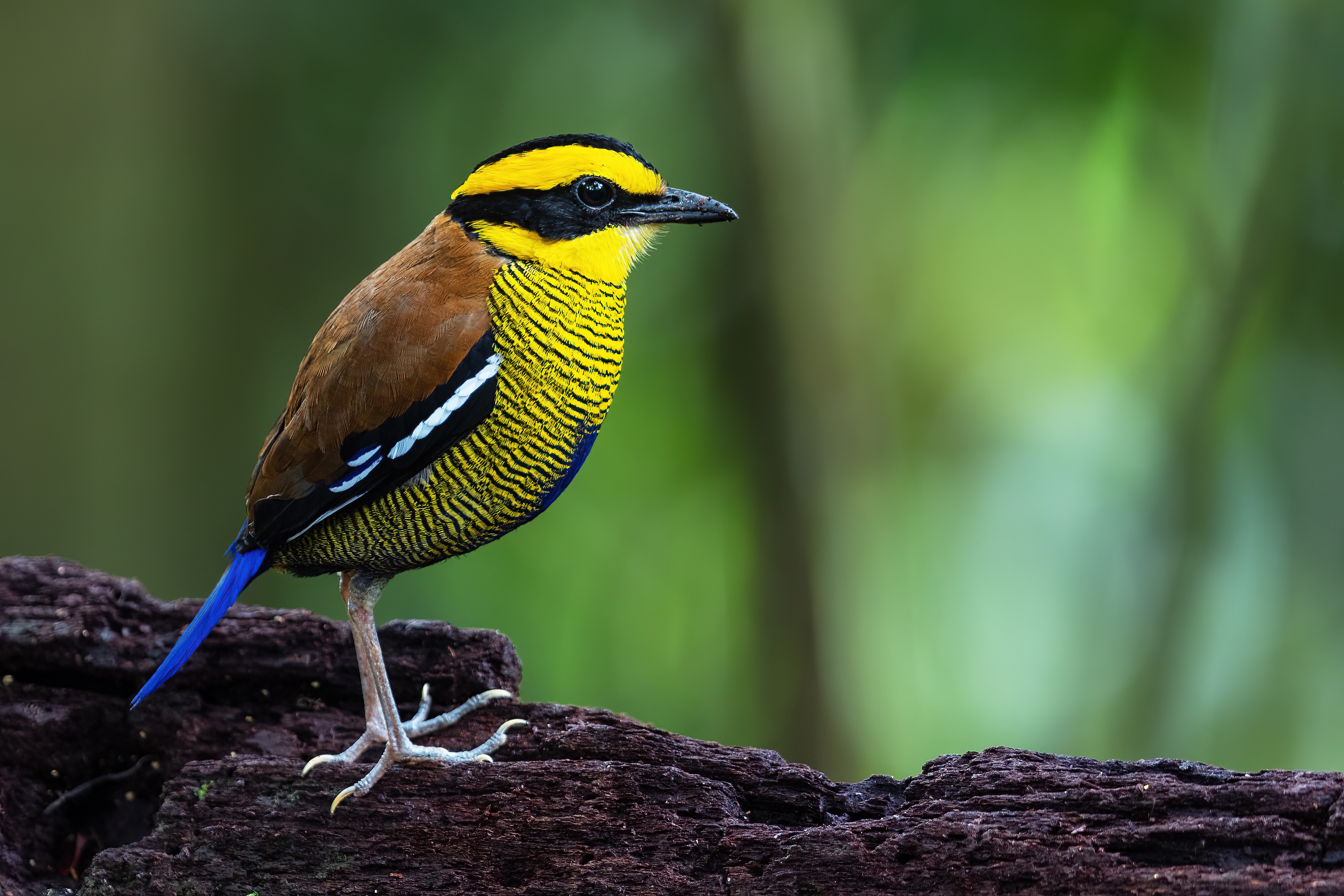
♂
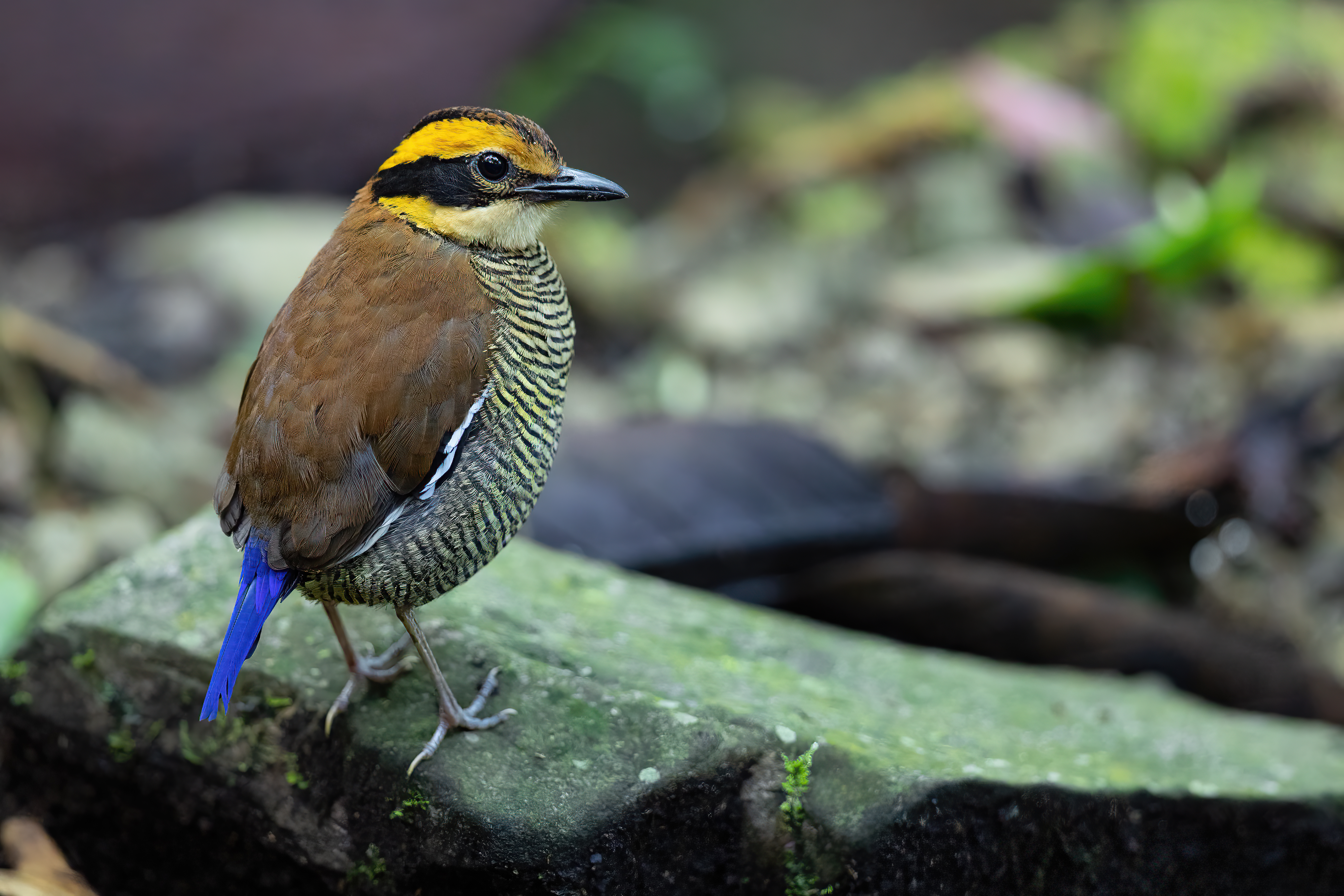
♀

## Répartition
Son aire s'étend à travers l'île de Bornéo.